# All Systems Go!
Pour les articles homonymes, voir All Systems Go.
All Systems Go! est un groupe de punk rock canadien, originaire de Montréal, au Québec. Il comprend des membres de Big Drill Car, Doughboys, Asexuals et The Carnations.

## Biographie
Le groupe se forme d'après l'ancien groupe de Frank Daly et Mark Arnold, Big Drill Car, qui s'est séparé en 1995, et de l'ancien groupe de John Kastner et Peter Arsenault, les Doughboys, qui se sont séparés en 1996.
Le groupe, qui comprend Daly, Kastner Arsenault et Arnold,, enregistre un premier album, All Systems Go!, en 1999. John Kastner (guitare) et Frank Daly (basse) alternent au chant, et l'album mêle hard rock, punk, harmonies vocales et la guitare d'Arnold, en plus d'éléments issus des Doughboys et Big Drill Car. Bien qu'il s'agisse d'un album assez court, il est bien accueilli par les fans de leurs anciens groupes respectifs.
Frank Daly quitte le groupe l'année suivante, et est remplacé par Thomas D'Arcy (des Carnations) à la basse et au chant. En résulte l'album Mon Chi Chi ; sur ce dernier, Kastner et le nouveau venu D'Arcy contribuent à l'écriture et au chant. L'album est d'abord publié en Europe au label Bad Taste Records. En 2003, le groupe effectue une tournée en soutien à l'album. Thomas D'Arcy quitte le groupe peu de temps après, et est remplacé par Karl Alvarez (Descendents and All). Cette formation tourne brièvement mais n'enregistre aucun album.
Après plusieurs années, en 2007, All Systems Go! publie l'album A Late Night Snack sur iTunes ; il s'agit d'une compilation de raretés.

## Membres

### Membres actuels
- Mark Arnold - guitare
- John Kastner - chant, guitare
- Sutton - basse, chant
- Dean Dallas Bentley - batterie

### Anciens membres
- Frank Daly - basse
- Peter Arsenault - guitare
- Thomas D'Arcy - basse
- Matt Taylor - batterie
- Karl Alvarez - basse

## Discographie
- 1999 : All Systems Go!
- 2001 : I'll Be Your Radio
- 2002 : Mon Chi Chi
- 2003 : Fascination Unknown (EP)
- 2003 : Tell Vicky (EP)
- 2007 : A Late Night Snack